# Plectiscidea vetusta
Plectiscidea vetusta är en stekelart som beskrevs av Dmitriy R. Kasparyan och Humala 1995. Plectiscidea vetusta ingår i släktet Plectiscidea och familjen brokparasitsteklar. Inga underarter finns listade i Catalogue of Life.